# The Boogie Town
The Boogie Town – polska grupa muzyczna wykonująca rock. Powstała w 2007 roku w Warszawie z inicjatywy Uli Mieszkuniec i Bartka Mieszkuńca.
The Boogie Town wziął udział w muzycznym programie "Nowa Generacja", który był emitowany latem 2008 roku w TV 4. Zespół dotarł do finału i zajął 2. miejsce. Występowali również w 1. edycji talk show Michała Figurskiego pt. "Jazda Figurowa". 28 maja 2010 roku ukazał się debiutancki album zespołu zatytułowany 1. Płyta została nagrana w łódzkim studiu Manximum Records we współpracy z Pawłem Marciniakiem. Mastering kompozycji wykonał Alan Silverman. Nagrania promowały utwory "G.Y.E." oraz "Emily" do którego został zrealizowany teledysk w reżyserii Mateusza Winkla. Wystąpili w nim aktorzy Agnieszka Żulewska i Daniel Misiewicz.
Pod koniec 2010 roku piosenka "Emily" ukazała się na kompilacji Polski Top Wszech Czasów.

## Dyskografia
| Rok  | Tytuł                                                            |
| ---- | ---------------------------------------------------------------- |
| 2010 | 1 - Data: 28 maja 2010 - Wydawca: Mystic Production              |
| 2011 | Grawitacja - Data: 7 listopada 2011 - Wydawca: Mystic Production |

| Rok  | Tytuł                    | Pozycja na liście |
| Rok  | Tytuł                    | SLiP              |
| ---- | ------------------------ | ----------------- |
| 2010 | "Emily"                  | 1                 |
| 2011 | "Somebody Else"          | 28                |
| 2012 | "Zatańczę (Ostatni raz)" | 44                |

## Nagrody i wyróżnienia
| Rok  | Kategoria                 | Nagroda  | Uwagi     |
| ---- | ------------------------- | -------- | --------- |
| 2011 | Fonograficzny debiut roku | Fryderyk | Nominacja |